# Render to Caesar
Render to Caesar es una película de suspenso criminal nigeriana de 2014 escrita y producida por Desmond Ovbiagele, con la dirección de Desmond Ovbiagele y Onyekachi Ejim. Está protagonizada por Wale Ojo, Gbenga Akinnagbe, Omoni Oboli y Bimbo Manuel con apariciones especiales de Kehinde Bankole y Femi Jacobs. Inicialmente programada para estrenarse en el segundo trimestre de 2013, se pospuso debido a un retraso en la postproducción y finalmente fue lanzada el 28 de marzo de 2014. La película, que fue apoyada por Microsoft, Trace y FCMB narra la historia de dos amigos que regresan del extranjero para unirse a la Policía de Nigeria, solo para enfrentarse a un caso misterioso e imposible que involucra a un criminal, Caesar (Lucky Ejim), que ha estado aterrorizando a la ciudad de Lagos durante mucho tiempo.
Aunque recibió críticas mixtas, ganó premios por "Mejor guion original" y "Mejor actor de reparto" en los Nollywood Movies Awards 2014. También recibió premios por "Mejor guion" y "Mejor diseño de sonido" en los Best of Nollywood Awards 2014.

## Elenco
- Wale Ojo como Pade
- Gbenga Akinnagbe
- Omoni Oboli como Alero
- Manuel Bimbo
- Femi Jacobs
- Onyekachi Ejim
- Dede Mabiaku
- Kalu Ikeagwu
- Chris Iheuwa
- Kehinde Bankole
- KC Ejelonu
- Steve Onu
- MC Abbey
- Yvonne Ekwere

## Lanzamiento
Render to Caesar se estrenó en el Silverbird Galleria, en Isla Victoria, Lagos el 28 de marzo de 2014. En 2015, fue preseleccionada para el principal concurso de largometrajes de la 24ª edición de FESPACO en Uagadugú, Burkina Faso. También fue Selección Oficial en el Festival de Cine Negro de San Diego 2015, así como en el Festival de Cine Panafricano 2014 (PAFF).

## Recepción
La película recibió críticas mixtas. Sodas & Popcorn le dio una calificación de 3 de 5 estrellas, citando que tiene agujeros en la trama, los tecnicismos son defectuosos principalmente como resultado de un "trabajo perezoso". Render to Caesar es un experimento, que incluso con sus muchos defectos, al final es un gran paso adelante". Wilfred Okiche de YNaija dice: "Render to Caesar quiere ser muchas cosas a la vez. Un thriller policial, una historia de amor y un cine negro retorcido". Señaló que aunque la tiene buenos momentos, a menudo se arruinan con un giro extraño de los acontecimientos, una fácil previsibilidad o tramas ridículas. Añadió: "Los efectos especiales no son tan espectaculares como podrían haber sido, la actuación no es tan fina como debería y el guion, con sus giros y vueltas, no es tan impresionante como se imagina". Concluyó diciendo que la película parece más un "experimento" que una "producción segura".
Por otra parte, Wilfred Okiche elogió la película por su brillante interpretación de la fuerza policial de Nigeria.

## Premios y nominaciones
Render to Caesar recibió nueve nominaciones y ganó dos premios en los Nollywood Movies Awards 2014. También recibió 3 nominaciones y ganó dos premios en los Best of Nollywood Awards 2014.
| Premios                         | Categoría                                       | Nominado                       | Resultado |
| ------------------------------- | ----------------------------------------------- | ------------------------------ | --------- |
| Best of Nollywood Awards (2014) | Mejor guion                                     | Desmond Ovbiagele              | Ganador   |
| Best of Nollywood Awards (2014) | Mejor actor protagonista                        | Gbenga Akinnagbe               | Nom       |
| Best of Nollywood Awards (2014) | Mejor diseño de sonido                          | Michael Ogunlade               | Ganador   |
| Nollywood Movies Awards (2014)  | Mejor Director                                  | Desmond Ovbiagele              | Nom       |
| Nollywood Movies Awards (2014)  | Mejor guion original                            | Desmond Ovbiagele              | Ganador   |
| Nollywood Movies Awards (2014)  | Mejor actor protagonista                        | Gbenga Akinnagbe               | Nom       |
| Nollywood Movies Awards (2014)  | Mejor Cinematografía                            | Johnny Askwith                 | Nom       |
| Nollywood Movies Awards (2014)  | Mejor actor de reparto                          | Lucky Ejim                     | Ganador   |
| Nollywood Movies Awards (2014)  | Mejor edición                                   | Steve Sodiya                   | Nom       |
| Nollywood Movies Awards (2014)  | Mejor diseño de sonido                          | Michael Ogunlade               | Nom       |
| Nollywood Movies Awards (2014)  | Mejor banda sonora                              | Michael Ogunlade & Seun Owoaje | Nom       |
| Nollywood Movies Awards (2014)  | Mejor estrella en ascenso (categoría masculina) | Lucky Ejim                     | Nom       |